# Světové geografické schéma pro záznam rozšíření rostlin

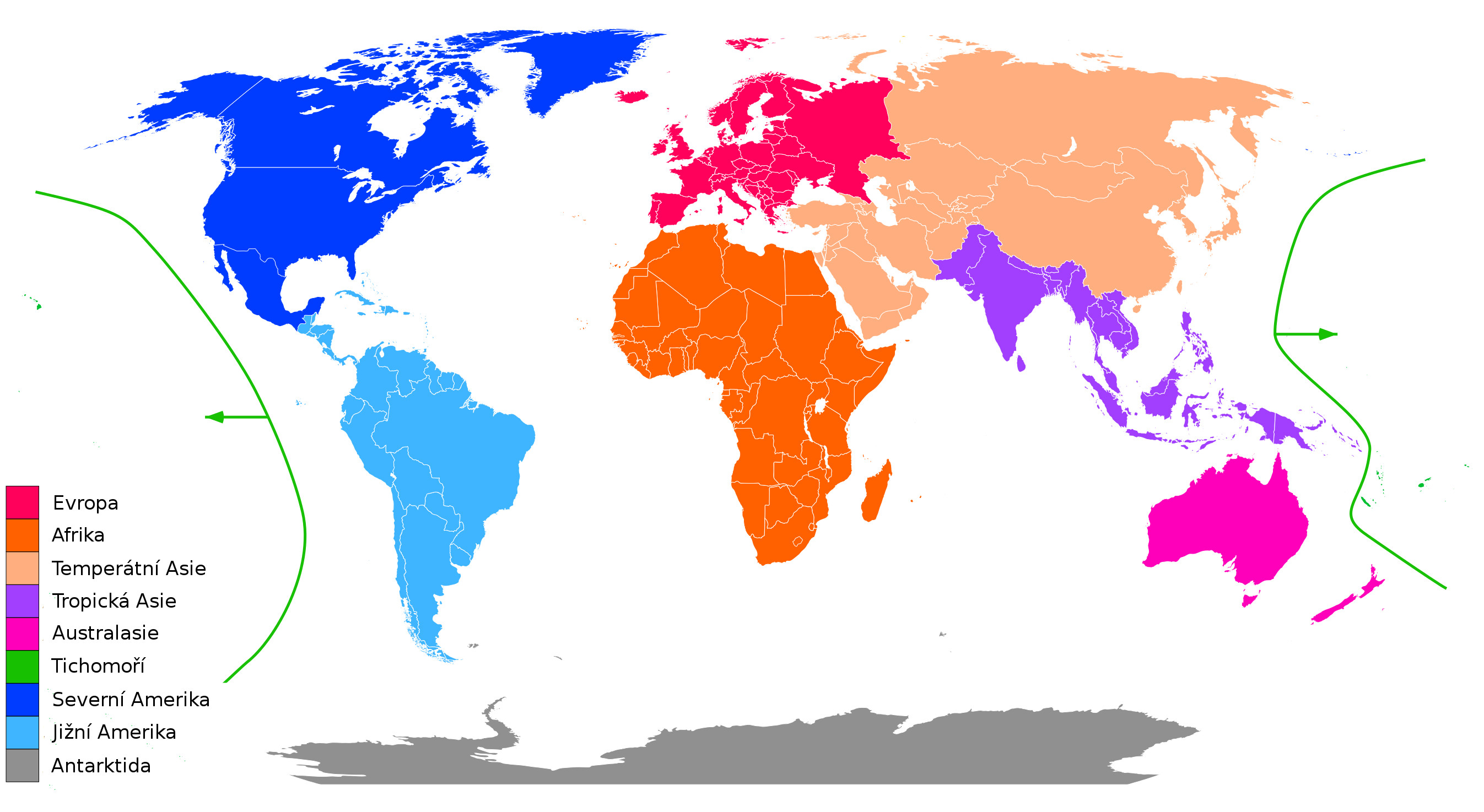
Botanické kontinenty podle schématu

Členění regionu Jižní Ameriky

Světové geografické schéma pro záznam rozšíření rostlin (World Geographical Scheme for Recording Plant Distributions, WGSRPD) je biogeografický systém vytvořený organizací Biodiversity Information Standards (TDWG), dříve známou jako International Working Group on Taxonomic Databases.
Standardy WGSRPD byly vytvořeny s cílem „podpořit širší a efektivnější šíření informací o biologických organismech ku prospěchu celého světa“. Systém poskytuje jasné definice a kódy pro záznam rozšíření rostlin celkem na 4 úrovních od "botanických kontinentů" až po části jednotlivých zemí. Mezi organizace využívající v současnosti tento systém náleží Mezinárodní svaz ochrany přírody (IUCN), Germplasm Resources Information Network (GRIN) a World Checklist of Selected Plant Families (WCSP).

## Principy organizace
Základní myšlenkou vytvoření daného schématu byla potřeba ustavení obecně přijatelného systému geografických jednotek přibližně na úrovni států, který by byl použitelný při záznamu rozšíření rostlin.
Dané schéma představuje kompromis mezi politickými státními útvary na jedné straně a fytogeografickými oblastmi na straně druhé. Vymezené hranice respektují politické hranice (hranice států či provincií) nebo pobřeží. Schéma se zároveň snaží být v souladu s botanickou tradici ve smyslu kategorií rozšíření použitých v dílech jako je Flora Europaea, Flora Malesiana či Med-Checklist. Tento přístup v některých případech vede k nerespektování přesných politických hranic. Například ostrovy východní části Egejského moře (jako je Lesbos, Samos, Rhodos) jsou zde přiřazeny k regionu Západní Asie, ačkoliv politicky náležejí k Řecku.

## Jednotlivé úrovně
Schéma definuje zeměpisné oblasti celkem na čtyřech úrovních od úrovně „botanických kontinentů“ až po jednotlivé státy nebo části větších státních útvarů.
- 1. úroveň: kontinentální, 9 botanických kontinentů
- 2. úroveň: regionální, každý botanický kontinent je rozdělen na více (2 až 9) subkontinentálních regionů
- 3. úroveň: botanický stát, většina regionů je v ní dále členěna na jednotky obecně odpovídající státním útvarům, přičemž velké státní celky mohou být rozděleny nebo odlehlé části státních útvarů opomenuty
- 4. úroveň: základní jednotky, nejnižší úroveň použitá pouze pro rozčlenění větších státních útvarů na jednotlivé státy či provincie v rámci politických hranic.

| - 1 Evropa - 10 Severní Evropa - 11 Střední Evropa - 12 Jihozápadní Evropa - 13 Jihovýchodní Evropa - 14 Východní Evropa - 2 Afrika - 20 Severní Afrika - 21 Makaronésie - 22 Západní tropická Afrika - 23 Středozápadní tropická Afrika - 24 Severovýchodní tropická Afrika - 25 Východní tropická Afrika - 26 Jižní tropická Afrika - 27 Jižní Afrika - 28 Střední Atlantik - 29 Západní Indický oceán | - 3 Temperátní Asie - 30 Sibiř - 31 Ruský dálný východ - 32 Střední Asie - 33 Kavkaz - 34 Jihozápadní Asie - 35 Arabský poloostrov - 36 Čína - 37 Mongolsko - 38 Východní Asie - 4 Tropická Asie - 40 Indický subkontinent - 41 Indočína - 42 Jihovýchodní Asie - 43 Papuasie - 5 Australasie - 50 Austrálie - 51 Nový Zéland - 6 Tichomoří - 60 Jihozápadní Tichomoří - 61 Středojižní Tichomoří - 62 Severozápadní Tichomoří - 63 Středoseverní Tichomoří | - 7 Severní Amerika - 70 Subarktická Amerika - 71 Západní Kanada - 72 Východní Kanada - 73 Severozápad USA - 74 Středosever USA - 75 Severovýchod USA - 76 Jihozápad USA - 77 Středojih USA - 78 Jihovýchod USA - 79 Mexiko - 8 Jižní Amerika - 80 Střední Amerika - 81 Karibik - 82 Sever Jižní Ameriky - 83 Západ Jižní Ameriky - 84 Brazílie - 85 Jih Jižní Ameriky - 9 Antarktida - 90 Subantarktické ostrovy - 91 Antarktický kontinent |

- Evropa
- Afrika
- Temperátní Asie
- Tropická Asie: je dále členěna na čtyři regiony:
  - Indický subkontinent (Indie, Srí Lanka, Pákistán, Nepál, Bangladéš, Bhútán, Maledivy, Lakadivy)
  - Indočína (Thajsko, Vietnam, Kambodža, Myanmar, Laos, Andamany, Nikobary, ostrovy Jihočínského moře)
  - Jihovýchodní Asie (Malajský poloostrov, Borneo, Sumatra, Jáva, Malé Sundy, Filipíny, Sulawesi, Moluky, Vánoční ostrov, Kokosový ostrov)
  - Papuasie (Nová Guinea, Šalomounovy ostrovy, Bismarckovo souostroví).
- Australasie
- Tichomoří
- Severní Amerika: v současném pojetí zahrnuje Mexiko, kontinentální USA, Kanadu, Grónsko a přilehlé ostrovy.
- Jižní Amerika
- Antarktida

## Význam
Mezi organizace používající toto schéma náleží Mezinárodní svaz ochrany přírody (IUCN), Germplasm Resources Information Network (GRIN) a World Checklist of Selected Plant Families (WCSP), publikovaný Královskou botanickou zahradou v Kew.